# Ciudad Valles
Ciudad Valles je třetí největší město mexického spolkového státu San Luis Potosí.
Město (116 261 obyvatel) je střediskem stejnojmenného správního obvodu (2 396,5 km² a 156 859 obyvatel) na samém východě státu.

## Umístění
V blízkosti města protéká řeka Valles, jeden z přítoků řeky Tampaón, jež spoluvytváří řeku Pánuco, která plyne na východ a u dvouměstí Tampico-Ciudad Madero se vlévá do Mexického zálivu. V řece Valles v blízkosti Ciudad Valles splývají vody tří jejích přítoků: říček Salto, Naranjo a Gato.
Ve městě Ciudad Valles se kříží hlavní silnice č. 70 (západ-východ: San Luis Potosí–Tampico) a č. 85 (spolu s č. 80 ve směru sever-jih: Ciudad Mante–Pachuca de Soto). Dále městem Ciudad Valles prochází železnice spojující je s hlavním městem státu San Luis Potosí na západě a městem Ciudad Madero na východě a Ciudad Mante na severu.

## Pamětihodnosti
Okolí města Ciudad Valles je bohaté na místa, která jsou hodna zájmu turistů.
Na železniční trati ve směru z města na San Luis Potosí je zastávka Micos. Trať zde vede ostrým údolím, v němž řeka vytváří několikery kaskády.
Další pamětihodností je jeskyně Sabinek (Cueva de Los Sabinos, délka 1502 m).
Na přítoku řeky Tampaon Gallinasu lze nalézt poblíž Ciudad Valles i jinou významnou přírodní památku: Tamulský vodopád (Cascada de Tamul), asi nejvyšší (105metrový) vodopád státu.